# Lista finalistów Superpucharu Europy UEFA
Superpuchar Europy UEFA – jest rozgrywany po zakończeniu rozgrywek pucharowych prowadzonych przez Unie Europejskich Związków Piłkarskich (UEFA), pomiędzy zwycięzcami tych rozgrywek. Superpuchar Europy wychodzi od pomysłu Antona Witkampa dziennikarza De Telegraaf, wyłaniającą najlepszą drużynę Europy w piłce nożnej.
Po raz pierwszy Superpuchar Europy przyznano w 1972, kiedy to AFC Ajax wygrał dwumeczu pokonując 6:3 Rangers F.C. Sam superpuchar był sponsorowany przez De Telegraaf bez aprobaty UEFY, ponieważ zespół Rangers był zawieszony w pucharach UEFA z powodu niewłaściwego zachowania swoich kibiców. Od następnego roku superpuchar uzyskał oficjalnie patronat Unii Europejskich Związków Piłkarskich.
W latach 1972-1997 Superpuchar Europy był rozgrywany formule dwumeczu, w którym każda drużyna rozgrywała jeden mecz na własnym stadionie a drugi na stadionie rywala. W tym okresie nie odbyło się trzy finały(1974, 1981 i 1985) oraz trzy edycje odbywały się ramach pojedynczych meczów (1984, 1986 i 1991). Od 1998 superpuchar był rozgrywany formule pojedynczych meczów na stadionie Stade Louis II. Od 2013 roku miejsce rozgrywania Superpucharu Europy będzie wybierane co roku.
W historii Superpuchar Europy UEFA klub, który miał największą przewagę goli nad drugim klubem w momencie zakończenia Superpucharu Europy UEFA był Juventus F.C., pokonując 1996 Paris Saint-Germain F.C. wynikiem 9:2.
Aktualnym zdobyczą Superpuchar Europy UEFA jest Real Madryt, który wygrał po raz trzeci Superpuchar Europy UEFA.

## Chronologiczne listy triumfatorów i finalistów Superpucharu UEFA
Poniższa tabele przedstawiają chronologiczne zestawienie finalistów Superpuchar Europy UEFA w latach 1972-2013 wraz z wynikami meczów, stadionami oraz frekwencją widzów na stadionach podczas finałów.

### Finały pomiędzy zwycięzcami Pucharu Europy Mistrzów Klubowych i Pucharu Zdobywców Pucharów
| Legenda oznaczeń | Legenda oznaczeń                             |
| ---------------- | -------------------------------------------- |
|                  | Wygrana po dogrywce lub serii rzutów karnych |
|                  | Wygrana po złotym golu                       |
|                  | Zwycięzca Pucharu Europy Mistrzów Klubowych  |
|                  | Zwycięzca Pucharu Zdobywców Pucharów         |

| Rok  | Zwycięzca | Finalista | Wynik | Stadion | Frekwencja widzów na stadionie | Źródło |
| ---- | --- | --- | --- | --- | --- | --- |
| 1972 | AFC Ajax | Rangers F.C. | 3:1 | Ibrox Stadium | 57 000 | [ 2 ] [ 3 ] [ 4 ] |
| 1972 | AFC Ajax | Rangers F.C. | 3:2 | Stadion Olimpijski w Amsterdamie | 26 168 | [ 2 ] [ 3 ] [ 4 ] |
| 1972 | AFC Ajax | Rangers F.C. | Wynik dwumeczu 6:3 | Stadion Olimpijski w Amsterdamie | 26 168 | [ 2 ] [ 3 ] [ 4 ] |
| 1973 | AFC Ajax | A.C. Milan | 0:1 | San Siro | 12 856 | [ 2 ] [ 5 ] [ 6 ] |
| 1973 | AFC Ajax | A.C. Milan | 6:0 | Stadion Olimpijski w Amsterdamie | 15 350 | [ 2 ] [ 5 ] [ 6 ] |
| 1973 | AFC Ajax | A.C. Milan | Wynik dwumeczu 6:1 | Stadion Olimpijski w Amsterdamie | 15 350 | [ 2 ] [ 5 ] [ 6 ] |
| 1974 | Finał pomiędzy Bayern Monachium i 1. FC Magdeburg, nie odbył się z powodu brak wolnych terminów w obu zespołach. | Finał pomiędzy Bayern Monachium i 1. FC Magdeburg, nie odbył się z powodu brak wolnych terminów w obu zespołach. | Finał pomiędzy Bayern Monachium i 1. FC Magdeburg, nie odbył się z powodu brak wolnych terminów w obu zespołach. | Finał pomiędzy Bayern Monachium i 1. FC Magdeburg, nie odbył się z powodu brak wolnych terminów w obu zespołach. | Finał pomiędzy Bayern Monachium i 1. FC Magdeburg, nie odbył się z powodu brak wolnych terminów w obu zespołach. | Finał pomiędzy Bayern Monachium i 1. FC Magdeburg, nie odbył się z powodu brak wolnych terminów w obu zespołach. |
| 1975 | Dynamo Kijów | Bayern Monachium | 1:0 | Stadion Olimpijski w Monachium | 30 000 | [ 2 ] [ 8 ] [ 9 ] |
| 1975 | Dynamo Kijów | Bayern Monachium | 2:0 | Stadion Olimpijski w Kijowie | 105 000 | [ 2 ] [ 8 ] [ 9 ] |
| 1975 | Dynamo Kijów | Bayern Monachium | Wynik dwumeczu 3:0 | Stadion Olimpijski w Kijowie | 105 000 | [ 2 ] [ 8 ] [ 9 ] |
| 1976 | RSC Anderlecht | Bayern Monachium | 1:2 | Stadion Olimpijski w Monachium | 41 000 | [ 2 ] [ 10 ] [ 11 ] |
| 1976 | RSC Anderlecht | Bayern Monachium | 4:1 | Stade Constant Vanden Stock | 35 000 | [ 2 ] [ 10 ] [ 11 ] |
| 1976 | RSC Anderlecht | Bayern Monachium | Wynik dwumeczu 5:3 | Stade Constant Vanden Stock | 35 000 | [ 2 ] [ 10 ] [ 11 ] |
| 1977 | Liverpool F.C. | Hamburger SV | 1:1 | Imtech Arena | 20 000 | [ 2 ] [ 12 ] [ 13 ] |
| 1977 | Liverpool F.C. | Hamburger SV | 6:0 | Anfield | 34 931 | [ 2 ] [ 12 ] [ 13 ] |
| 1977 | Liverpool F.C. | Hamburger SV | Wynik dwumeczu 7:1 | Anfield | 34 931 | [ 2 ] [ 12 ] [ 13 ] |
| 1978 | RSC Anderlecht | Liverpool F.C. | 3:1 | Stade Constant Vanden Stock | 35 000 | [ 2 ] [ 14 ] [ 15 ] |
| 1978 | RSC Anderlecht | Liverpool F.C. | 1:2 | Anfield | 23 598 | [ 2 ] [ 14 ] [ 15 ] |
| 1978 | RSC Anderlecht | Liverpool F.C. | Wynik dwumeczu 4:3 | Anfield | 23 598 | [ 2 ] [ 14 ] [ 15 ] |
| 1979 | Nottingham Forest F.C. | FC Barcelona | 1:0 | City Ground | 23 807 | [ 2 ] [ 16 ] [ 17 ] |
| 1979 | Nottingham Forest F.C. | FC Barcelona | 1:1 | Camp Nou | 80 000 | [ 2 ] [ 16 ] [ 17 ] |
| 1979 | Nottingham Forest F.C. | FC Barcelona | Wynik dwumeczu 2:1 | Camp Nou | 80 000 | [ 2 ] [ 16 ] [ 17 ] |
| 1980 | Valencia CF | Nottingham Forest F.C. | 1:2 | City Ground | 12 463 | [ 2 ] [ 18 ] [ 19 ] |
| 1980 | Valencia CF | Nottingham Forest F.C. | 1:0 | Estadio Luís Casanova | 45 000 | [ 2 ] [ 18 ] [ 19 ] |
| 1980 | Valencia CF | Nottingham Forest F.C. | Wynik dwumeczu 2:2 | Estadio Luís Casanova | 45 000 | [ 2 ] [ 18 ] [ 19 ] |
| 1981 | Finał pomiędzy Liverpool F.C. i Dinamo Tbilisi, nie odbył się z powodu brak wolnych terminów Liverpoolu. | Finał pomiędzy Liverpool F.C. i Dinamo Tbilisi, nie odbył się z powodu brak wolnych terminów Liverpoolu. | Finał pomiędzy Liverpool F.C. i Dinamo Tbilisi, nie odbył się z powodu brak wolnych terminów Liverpoolu. | Finał pomiędzy Liverpool F.C. i Dinamo Tbilisi, nie odbył się z powodu brak wolnych terminów Liverpoolu. | Finał pomiędzy Liverpool F.C. i Dinamo Tbilisi, nie odbył się z powodu brak wolnych terminów Liverpoolu. | Finał pomiędzy Liverpool F.C. i Dinamo Tbilisi, nie odbył się z powodu brak wolnych terminów Liverpoolu. |
| 1982 | Aston Villa F.C. | FC Barcelona | 0:1 | Camp Nou | 40 000 | [ 2 ] [ 21 ] [ 22 ] |
| 1982 | Aston Villa F.C. | FC Barcelona | 3:0 | Villa Park | 31 570 | [ 2 ] [ 21 ] [ 22 ] |
| 1982 | Aston Villa F.C. | FC Barcelona | Wynik dwumeczu 3:1 | Villa Park | 31 570 | [ 2 ] [ 21 ] [ 22 ] |
| 1983 | Aberdeen F.C. | Hamburger SV | 0:0 | Imtech Arena | 12 000 | [ 2 ] [ 23 ] [ 24 ] |
| 1983 | Aberdeen F.C. | Hamburger SV | 2:0 | Pittodrie Stadium | 24 000 | [ 2 ] [ 23 ] [ 24 ] |
| 1983 | Aberdeen F.C. | Hamburger SV | Wynik dwumeczu 2:0 | Pittodrie Stadium | 24 000 | [ 2 ] [ 23 ] [ 24 ] |
| 1984 | Juventus F.C. | Liverpool F.C. | 2:0 | Stadio Olimpico di Torino | 55 834 | [ 2 ] [ 25 ] [ 26 ] |
| 1985 | Finał pomiędzy Juventus F.C. i Everton F.C., nie odbył się powodu wykluczenia angielskich klubów w rozgrywkach UEFA, będącego następstwem zamieszek na Heysel przed finałowym meczem Pucharu Europy Mistrzów Klubowych pomiędzy Juventusem a Liverpoolem, wywołanych przez pseudokibiców Liverpoolu. | Finał pomiędzy Juventus F.C. i Everton F.C., nie odbył się powodu wykluczenia angielskich klubów w rozgrywkach UEFA, będącego następstwem zamieszek na Heysel przed finałowym meczem Pucharu Europy Mistrzów Klubowych pomiędzy Juventusem a Liverpoolem, wywołanych przez pseudokibiców Liverpoolu. | Finał pomiędzy Juventus F.C. i Everton F.C., nie odbył się powodu wykluczenia angielskich klubów w rozgrywkach UEFA, będącego następstwem zamieszek na Heysel przed finałowym meczem Pucharu Europy Mistrzów Klubowych pomiędzy Juventusem a Liverpoolem, wywołanych przez pseudokibiców Liverpoolu. | Finał pomiędzy Juventus F.C. i Everton F.C., nie odbył się powodu wykluczenia angielskich klubów w rozgrywkach UEFA, będącego następstwem zamieszek na Heysel przed finałowym meczem Pucharu Europy Mistrzów Klubowych pomiędzy Juventusem a Liverpoolem, wywołanych przez pseudokibiców Liverpoolu. | Finał pomiędzy Juventus F.C. i Everton F.C., nie odbył się powodu wykluczenia angielskich klubów w rozgrywkach UEFA, będącego następstwem zamieszek na Heysel przed finałowym meczem Pucharu Europy Mistrzów Klubowych pomiędzy Juventusem a Liverpoolem, wywołanych przez pseudokibiców Liverpoolu. | Finał pomiędzy Juventus F.C. i Everton F.C., nie odbył się powodu wykluczenia angielskich klubów w rozgrywkach UEFA, będącego następstwem zamieszek na Heysel przed finałowym meczem Pucharu Europy Mistrzów Klubowych pomiędzy Juventusem a Liverpoolem, wywołanych przez pseudokibiców Liverpoolu. |
| 1986 | FC Steaua Bukareszt | Dynamo Kijów | 1:0 | Stade Louis II | 8 456 | [ 2 ] [ 28 ] [ 29 ] |
| 1987 | FC Porto | AFC Ajax | 1:0 | Stadion Olimpijski w Amsterdamie | 27 000 | [ 2 ] [ 30 ] [ 31 ] |
| 1987 | FC Porto | AFC Ajax | 1:0 | Estádio das Antas | 50 000 | [ 2 ] [ 30 ] [ 31 ] |
| 1987 | FC Porto | AFC Ajax | Wynik dwumeczu 2:1 | Estádio das Antas | 50 000 | [ 2 ] [ 30 ] [ 31 ] |
| 1988 | KV Mechelen | PSV Eindhoven | 3:0 | Achter de Kazerne | 7 000 | [ 2 ] [ 32 ] [ 33 ] |
| 1988 | KV Mechelen | PSV Eindhoven | 0:1 | Philips Stadion | 17 100 | [ 2 ] [ 32 ] [ 33 ] |
| 1988 | KV Mechelen | PSV Eindhoven | Wynik dwumeczu 3:1 | Philips Stadion | 17 100 | [ 2 ] [ 32 ] [ 33 ] |
| 1989 | A.C. Milan | FC Barcelona | 1:1 | Camp Nou | 50 000 | [ 2 ] [ 34 ] [ 35 ] |
| 1989 | A.C. Milan | FC Barcelona | 1:0 | San Siro | 52 093 | [ 2 ] [ 34 ] [ 35 ] |
| 1989 | A.C. Milan | FC Barcelona | Wynik dwumeczu 2:1 | San Siro | 52 093 | [ 2 ] [ 34 ] [ 35 ] |
| 1990 | A.C. Milan | UC Sampdoria | 1:1 | Stadio Luigi Ferraris | 19 724 | [ 2 ] [ 36 ] [ 37 ] |
| 1990 | A.C. Milan | UC Sampdoria | 2:0 | Stadio Renato Dall'Ara | 20 942 | [ 2 ] [ 36 ] [ 37 ] |
| 1990 | A.C. Milan | UC Sampdoria | Wynik dwumeczu 3:1 | Stadio Renato Dall'Ara | 20 942 | [ 2 ] [ 36 ] [ 37 ] |
| 1991 | Manchester United F.C. | FK Crvena zvezda | 1:0 | Old Trafford | 22 110 | [ 2 ] [ 38 ] [ 39 ] |
| 1992 | FC Barcelona | Werder Brema | 1:1 | Weserstadion | 22 098 | [ 2 ] [ 40 ] [ 41 ] |
| 1992 | FC Barcelona | Werder Brema | 2:1 | Camp Nou | 75 000 | [ 2 ] [ 40 ] [ 41 ] |
| 1992 | FC Barcelona | Werder Brema | Wynik dwumeczu 3:2 | Camp Nou | 75 000 | [ 2 ] [ 40 ] [ 41 ] |

### Finały pomiędzy zwycięzcami Ligi Mistrzów i Pucharu Zdobywców Pucharów
| Legenda oznaczeń | Legenda oznaczeń                             |
| ---------------- | -------------------------------------------- |
|                  | Wygrana po dogrywce lub serii rzutów karnych |
|                  | Wygrana po złotym golu                       |
|                  | Zwycięzca Ligi Mistrzów UEFA                 |
|                  | Zwycięzca Pucharu Zdobywców Pucharów         |

| Rok  | Zwycięzca     | Finalista                | Wynik              | Stadion                          | Frekwencja widzów na stadionie | Źródło              |
| ---- | ------------- | ------------------------ | ------------------ | -------------------------------- | ------------------------------ | ------------------- |
| 1993 | Parma F.C.    | A.C. Milan               | 0:1                | Stadio Ennio Tardini             | 8 083                          | [ 2 ] [ 42 ] [ 43 ] |
| 1993 | Parma F.C.    | A.C. Milan               | 2:0                | San Siro                         | 24 074                         | [ 2 ] [ 42 ] [ 43 ] |
| 1993 | Parma F.C.    | A.C. Milan               | Wynik dwumeczu 2:1 | San Siro                         | 24 074                         | [ 2 ] [ 42 ] [ 43 ] |
| 1994 | A.C. Milan    | Arsenal F.C.             | 0:0                | Arsenal Stadium                  | 38 044                         | [ 2 ] [ 44 ] [ 45 ] |
| 1994 | A.C. Milan    | Arsenal F.C.             | 2:0                | San Siro                         | 23 953                         | [ 2 ] [ 44 ] [ 45 ] |
| 1994 | A.C. Milan    | Arsenal F.C.             | Wynik dwumeczu 2:0 | San Siro                         | 23 953                         | [ 2 ] [ 44 ] [ 45 ] |
| 1995 | AFC Ajax      | Real Saragossa           | 1:1                | La Romareda                      | 22 000                         | [ 2 ] [ 46 ] [ 47 ] |
| 1995 | AFC Ajax      | Real Saragossa           | 4:1                | Stadion Olimpijski w Amsterdamie | 23 000                         | [ 2 ] [ 46 ] [ 47 ] |
| 1995 | AFC Ajax      | Real Saragossa           | Wynik dwumeczu 5:2 | Stadion Olimpijski w Amsterdamie | 23 000                         | [ 2 ] [ 46 ] [ 47 ] |
| 1996 | Juventus F.C. | Paris Saint-Germain F.C. | 6:1                | Parc des Princes                 | 29 519                         | [ 2 ] [ 48 ] [ 49 ] |
| 1996 | Juventus F.C. | Paris Saint-Germain F.C. | 3:1                | Stadio La Favorita               | 35 152                         | [ 2 ] [ 48 ] [ 49 ] |
| 1996 | Juventus F.C. | Paris Saint-Germain F.C. | Wynik dwumeczu 9:2 | Stadio La Favorita               | 35 152                         | [ 2 ] [ 48 ] [ 49 ] |
| 1997 | FC Barcelona  | Borussia Dortmund        | 2:0                | Camp Nou                         | 40 000                         | [ 2 ] [ 50 ] [ 51 ] |
| 1997 | FC Barcelona  | Borussia Dortmund        | 1:1                | Westfalenstadion                 | 32 500                         | [ 2 ] [ 50 ] [ 51 ] |
| 1997 | FC Barcelona  | Borussia Dortmund        | Wynik dwumeczu 3:1 | Westfalenstadion                 | 32 500                         | [ 2 ] [ 50 ] [ 51 ] |
| 1998 | Chelsea F.C.  | Real Madryt              | 1:0                | Stade Louis II                   | 11 589                         | [ 2 ] [ 52 ] [ 53 ] |
| 1999 | S.S. Lazio    | Manchester United F.C.   | 1:0                | Stade Louis II                   | 12 500                         | [ 2 ] [ 54 ] [ 55 ] |

### Finały pomiędzy zwycięzcami Ligi Mistrzów i Pucharu UEFA
| Legenda oznaczeń | Legenda oznaczeń                             |
| ---------------- | -------------------------------------------- |
|                  | Wygrana po dogrywce lub serii rzutów karnych |
|                  | Wygrana po złotym golu                       |
|                  | Zwycięzca Ligi Mistrzów UEFA                 |
|                  | Zwycięzca Pucharu UEFA                       |

| Rok  | Zwycięzca        | Finalista              | Wynik | Stadion        | Frekwencja widzów na stadionie | Źródło       |
| ---- | ---------------- | ---------------------- | ----- | -------------- | ------------------------------ | ------------ |
| 2000 | Galatasaray SK   | Real Madryt            | 2:1   | Stade Louis II | 15 000                         | [ 2 ] [ 56 ] |
| 2001 | Liverpool F.C.   | Bayern Monachium       | 3:2   | Stade Louis II | 13 824                         | [ 2 ] [ 57 ] |
| 2002 | Real Madryt      | Feyenoord              | 3:1   | Stade Louis II | 18 284                         | [ 2 ] [ 58 ] |
| 2003 | A.C. Milan       | FC Porto               | 1:0   | Stade Louis II | 16 885                         | [ 2 ] [ 59 ] |
| 2004 | Valencia CF      | FC Porto               | 2:1   | Stade Louis II | 17 292                         | [ 2 ] [ 60 ] |
| 2005 | Liverpool F.C.   | CSKA Moskwa            | 3:1   | Stade Louis II | 17 042                         | [ 2 ] [ 61 ] |
| 2006 | Sevilla FC       | FC Barcelona           | 3:0   | Stade Louis II | 17 480                         | [ 2 ] [ 62 ] |
| 2007 | A.C. Milan       | Sevilla FC             | 3:1   | Stade Louis II | 17 822                         | [ 2 ] [ 63 ] |
| 2008 | Zenit Petersburg | Manchester United F.C. | 2:1   | Stade Louis II | 18 064                         | [ 2 ] [ 64 ] |
| 2009 | FC Barcelona     | Szachtar Donieck       | 1:0   | Stade Louis II | 17 738                         | [ 2 ] [ 65 ] |

### Finały pomiędzy zwycięzcami Ligi Mistrzów i Ligi Europy
| Legenda oznaczeń | Legenda oznaczeń                             |
| ---------------- | -------------------------------------------- |
|                  | Wygrana po dogrywce lub serii rzutów karnych |
|                  | Wygrana po złotym golu                       |
|                  | Zwycięzca Ligi Mistrzów UEFA                 |
|                  | Zwycięzca Ligi Europy UEFA                   |

| Rok  | Zwycięzca        | Finalista         | Wynik       | Stadion                            | Frekwencja widzów na stadionie | Źródło              |
| ---- | ---------------- | ----------------- | ----------- | ---------------------------------- | ------------------------------ | ------------------- |
| 2010 | Atlético Madryt  | Inter Mediolan    | 2:0         | Stade Louis II                     | 17 265                         | [ 2 ] [ 66 ] [ 67 ] |
| 2011 | FC Barcelona     | FC Porto          | 2:0         | Stade Louis II                     | 18 048                         | [ 2 ] [ 68 ] [ 69 ] |
| 2012 | Atlético Madryt  | Chelsea F.C.      | 4:1         | Stade Louis II                     | 14 312                         | [ 2 ] [ 70 ] [ 71 ] |
| 2013 | Bayern Monachium | Chelsea F.C.      | 2:2         | Eden Aréna                         | 17 686                         | [ 2 ] [ 72 ] [ 73 ] |
| 2014 | Real Madryt      | Sevilla FC        | 2:0         | Cardiff City Stadium               | 33 500                         | [ 2 ] [ 74 ] [ 75 ] |
| 2015 | FC Barcelona     | Sevilla FC        | 5:4         | Stadion Borysa Paiczadze w Tbilisi | 51 940                         | [ 2 ]               |
| 2016 | Real Madryt      | Sevilla FC        | 3:2         | Lerkendal Stadion, Trondheim       | 17 939                         |                     |
| 2017 | Real Madryt      | Manchester United | 2:1         |                                    |                                |                     |
| 2018 | Atlético Madryt  | Real Madryt       | 4:2         |                                    |                                |                     |
| 2019 | FC Liverpool     | Chelsea FC        | 2:2, k. 5:4 |                                    |                                |                     |
| 2020 | Bayern Monachium | Sevilla FC        | 2:1         |                                    |                                |                     |

#### Kluby, które brały udział w Superpucharze Europy UEFA co najmniej dwa razy z rzędu
Dwa kluby AFC Ajax i A.C. Milan zdobyły Superpuchar Europy UEFA dwa razy z rzędu. Natomiast trzy kluby Bayern Monachium, FC Porto i Chelsea F.C. brały udział w Superpucharze Europy dwa razy z rzędu. Sevilla FC grała w meczu o Superpuchar Europy trzy  razy z rzędu w latach 2014-2016.
| Klub             | Zwycięzca w latach | Przegrany w latach |
| ---------------- | ------------------ | ------------------ |
| AFC Ajax         | 1972-1973          | -                  |
| A.C. Milan       | 1989-1990          | -                  |
| Sevilla FC       | -                  | 2014, 2015, 2016   |
| Bayern Monachium | -                  | 1975-1976          |
| FC Porto         | -                  | 2003-2004          |
| Chelsea F.C.     | -                  | 2012-2013          |

## Klasyfikacja Klubów
Rekordzistą pod względem liczby zdobytych superpucharów jest A.C. Milan i FC Barcelona, którzy pięciokrotnie zwyciężali Superpuchar Europy UEFA. Natomiast FC Barcelona jest rekordzistą pod względem ilości finałów (dziewięciu).
| Zespół                   | Wygrane | Przegrane | Lata zwycięstw               | Lata przegranych       | Razem |
| ------------------------ | ------- | --------- | ---------------------------- | ---------------------- | ----- |
| A.C. Milan               | 5       | 2         | 1989-1990, 1994, 2003, 2007  | 1973, 1993             | 7     |
| FC Barcelona             | 5       | 4         | 1992, 1997, 2009, 2011, 2015 | 1979, 1982, 1989, 2006 | 9     |
| Liverpool F.C.           | 3       | 2         | 1977, 2001, 2005             | 1978, 1984             | 5     |
| Real Madryt              | 3       | 2         | 2002, 2014, 2016             | 1998, 2000             | 5     |
| AFC Ajax                 | 3       | 1         | 1972-1973, 1995              | 1987                   | 4     |
| RSC Anderlecht           | 2       | 0         | 1976, 1978                   | -                      | 2     |
| Juventus F.C.            | 2       | 0         | 1984, 1996                   | -                      | 2     |
| Valencia CF              | 2       | 0         | 1980, 2004                   | -                      | 2     |
| Atlético Madryt          | 2       | 0         | 2010, 2012                   | -                      | 2     |
| Sevilla FC               | 1       | 4         | 2006                         | 2007, 2014, 2015, 2016 | 5     |
| FC Porto                 | 1       | 3         | 1987                         | 2003-2004, 2011        | 4     |
| Bayern Monachium         | 1       | 3         | 2013                         | 1975-1976, 2001        | 4     |
| Manchester United F.C.   | 1       | 2         | 1991                         | 1999, 2008             | 3     |
| Chelsea F.C.             | 1       | 2         | 1998                         | 2012-2013              | 3     |
| Dynamo Kijów             | 1       | 1         | 1975                         | 1986                   | 2     |
| Nottingham Forest F.C.   | 1       | 1         | 1979                         | 1980                   | 2     |
| Aston Villa F.C.         | 1       | 0         | 1982                         | -                      | 1     |
| Aberdeen F.C.            | 1       | 0         | 1983                         | -                      | 1     |
| FC Steaua Bukareszt      | 1       | 0         | 1986                         | -                      | 1     |
| KV Mechelen              | 1       | 0         | 1988                         | -                      | 1     |
| Parma F.C.               | 1       | 0         | 1993                         | -                      | 1     |
| S.S. Lazio               | 1       | 0         | 1999                         | -                      | 1     |
| Galatasaray SK           | 1       | 0         | 2000                         | -                      | 1     |
| Zenit Petersburg         | 1       | 0         | 2008                         | -                      | 1     |
| Hamburger SV             | 0       | 2         | -                            | 1977, 1983             | 2     |
| Rangers F.C.             | 0       | 1         | -                            | 1972                   | 1     |
| PSV Eindhoven            | 0       | 1         | -                            | 1988                   | 1     |
| UC Sampdoria             | 0       | 1         | -                            | 1990                   | 1     |
| FK Crvena zvezda         | 0       | 1         | -                            | 1991                   | 1     |
| Werder Brema             | 0       | 1         | -                            | 1992                   | 1     |
| Arsenal F.C.             | 0       | 1         | -                            | 1994                   | 1     |
| Real Saragossa           | 0       | 1         | -                            | 1995                   | 1     |
| Paris Saint-Germain F.C. | 0       | 1         | -                            | 1996                   | 1     |
| Borussia Dortmund        | 0       | 1         | -                            | 1997                   | 1     |
| Feyenoord                | 0       | 1         | -                            | 2002                   | 1     |
| CSKA Moskwa              | 0       | 1         | -                            | 2005                   | 1     |
| Szachtar Donieck         | 0       | 1         | -                            | 2009                   | 1     |
| Inter Mediolan           | 0       | 1         | -                            | 2010                   | 1     |

## Klasyfikacja państw
W Superpucharze Europy UEFA w sumie wzięło udział 38 klubów z 15 krajów, czego 24 kluby sięgało po Superpuchar Europy UEFA.
| Kraj       | Związek Piłkarski                          | Zespoły                                                                                                 | Liczba Zdobytych | Liczba Drugich miejsc |
| ---------- | ------------------------------------------ | --- | ---------------- | --------------------- |
| Hiszpania  | Królewski Hiszpański Związek Piłki Nożnej  | FC Barcelona Valencia CF Atlético Madryt Real Madryt Sevilla FC Real Saragossa Sevilla FC               | 13               | 11                    |
| Włochy     | Włoski Związek Piłki Nożnej                | A.C. Milan Juventus F.C. Parma F.C. S.S. Lazio UC Sampdoria                                             | 9                | 4                     |
| Anglia     | Angielski Związek Piłki Nożnej             | Liverpool F.C. Manchester United F.C. Chelsea F.C. Nottingham Forest F.C. Aston Villa F.C. Arsenal F.C. | 7                | 8                     |
| Holandia   | Królewski Holenderski Związek Piłki Nożnej | AFC Ajax PSV Eindhoven Feyenoord                                                                        | 3                | 3                     |
| Belgia     | Belgijski Związek Piłki Nożnej             | RSC Anderlecht KV Mechelen                                                                              | 3                | 0                     |
| Niemcy     | Niemiecki Związek Piłki Nożnej             | Bayern Monachium Hamburger SV Werder Brema Borussia Dortmund                                            | 1                | 7                     |
| Portugalia | Portugalski Związek Piłki Nożnej           | FC Porto                                                                                                | 1                | 3                     |
| ZSRR       | Związek Piłki Nożnej ZSRR                  | Dynamo Kijów                                                                                            | 1                | 1                     |
| Rosja      | Rosyjski Związek Piłki Nożnej              | Zenit Petersburg CSKA Moskwa                                                                            | 1                | 1                     |
| Szkocja    | Szkocki Związek Piłki Nożnej               | Aberdeen F.C. Rangers F.C.                                                                              | 1                | 1                     |
| Rumunia    | Rumuński Związek Piłki Nożnej              | FC Steaua Bukareszt                                                                                     | 1                | 0                     |
| Turcja     | Turecki Związek Piłki Nożnej               | Galatasaray SK                                                                                          | 1                | 0                     |
| Jugosławia | Jugosłowiański Związek Piłki Nożnej        | FK Crvena zvezda                                                                                        | 0                | 1                     |
| Ukraina    | Ukraiński Związek Piłki Nożnej             | Szachtar Donieck                                                                                        | 0                | 1                     |
| Francja    | Francuski Związek Piłki Nożnej             | Paris Saint-Germain F.C.                                                                                | 0                | 1                     |

## Według metody kwalifikacji do Superpucharu Europy UEFA
W latach 1972-1992 Superpuchar Europy był rozgrywany pomiędzy zwycięzcami Pucharu Europy Mistrzów Klubowych i Pucharu Zdobywców Pucharów. 1993 UEFA przeprowadziła reformę Pucharu Europy Mistrzów Klubowych i zmieniając jego nazwę na Ligę Mistrzów UEFA. Po sezonie 1998/1999 został rozwiązany Puchar Zdobywców Pucharów, zastąpił go Pucharu UEFA. Który po sezonie 2008/2009, został przekształcony w Ligę Europy UEFA.
| Zwycięzca Rozgrywek               | Zwycięzca Superpucharu Europy | Finalista Superpucharu Europy | Razem | W latach     |
| --------------------------------- | ----------------------------- | ----------------------------- | ----- | ------------ |
| Pucharu Europy Mistrzów Klubowych | 10                            | 9                             | 19    | 1972-1992    |
| Puchar Zdobywców Pucharów         | 11                            | 13                            | 24    | 1972-1999    |
| Pucharu UEFA                      | 5                             | 5                             | 10    | 2000-2009    |
| Liga Mistrzów UEFA                | 11                            | 10                            | 21    | 1993-obecnie |
| Liga Europy UEFA                  | 2                             | 3                             | 5     | 2010—obecnie |